# Marokkó az 1992. évi téli olimpiai játékokon
Marokkó a franciaországi Albertville-ben megrendezett 1992. évi téli olimpiai játékok egyik részt vevő nemzete volt. Az országot az olimpián 2 sportágban 12 sportoló képviselte, akik érmet nem szereztek.

## Alpesisí
Férfi
| Versenyző            | Versenyszám            | 1. futam      | 1. futam      | 2. futam      | 2. futam      | Összesítés | Összesítés |
| Versenyző            | Versenyszám            | Idő           | Hely.         | Idő           | Hely.         | Idő        | Helyezés   |
| -------------------- | ---------------------- | ------------- | ------------- | ------------- | ------------- | ---------- | ---------- |
| Bráhím Áit Szibráhím | Műlesiklás             | 1:15,13       | 67.           | 1:14,87       | 54.           | 2:30,00    | 52.        |
| Bráhím Áit Szibráhím | Óriás-műlesiklás       | 1:26,81       | 93.           | 1:27,41       | 78.           | 2:54,22    | 78.        |
| Bráhím Áit Szibráhím | Szuperóriás-műlesiklás |               |               |               |               | 1:38,60    | 89.        |
| Núr ed-Dín Búsaál    | Óriás-műlesiklás       | 1:38,40       | 106.          | 1:43,90       | 85.           | 3:22,30    | 86.        |
| Hisám Diddu          | Műlesiklás             | 1:25,01       | 71.           | nem ért célba | nem ért célba | kiesett    | kiesett    |
| Bráhím Íd Abdelláh   | Szuperóriás-műlesiklás |               |               |               |               | 1:49,65    | 92.        |
| Bráhím Izdázs        | Műlesiklás             | nem ért célba | nem ért célba | kiesett       | kiesett       | kiesett    | kiesett    |
| Bráhím Izdázs        | Szuperóriás-műlesiklás |               |               |               |               | 2:08,31    | 93.        |
| el-Haszan Mahta      | Műlesiklás             | 1:29,74       | 74.           | 1:27,72       | 60.           | 2:57,46    | 60.        |
| el-Haszan Mahta      | Óriás-műlesiklás       | kizárták      | kizárták      | kiesett       | kiesett       | kiesett    | kiesett    |
| el-Haszan Mahta      | Szuperóriás-műlesiklás |               |               |               |               | 1:41,06    | 91.        |
| Musztafa Najtlhu     | Óriás-műlesiklás       | 1:38,11       | 105.          | 1:39,21       | 84.           | 3:17,32    | 84.        |

Női
| Versenyző     | Versenyszám            | 1. futam      | 1. futam      | 2. futam | 2. futam | Összesítés | Összesítés |
| Versenyző     | Versenyszám            | Idő           | Hely.         | Idő      | Hely.    | Idő        | Helyezés   |
| ------------- | ---------------------- | ------------- | ------------- | -------- | -------- | ---------- | ---------- |
| Gálija Szebti | Műlesiklás             | nem ért célba | nem ért célba | kiesett  | kiesett  | kiesett    | kiesett    |
| Gálija Szebti | Óriás-műlesiklás       | 1:31,53       | 52.           | 1:36,13  | 43.      | 3:07,66    | 43.        |
| Navál Szlávi  | Műlesiklás             | 1:08,85       | 45.           | 1:08,22  | 41.      | 2:17,07    | 41.        |
| Navál Szlávi  | Óriás-műlesiklás       | nem ért célba | nem ért célba | kiesett  | kiesett  | kiesett    | kiesett    |
| Navál Szlávi  | Szuperóriás-műlesiklás |               |               |          |          | kizárták   | kizárták   |

## Sífutás
Férfi
| Versenyző       | Versenyszám         | Eredmény  | Helyezés |
| --------------- | ------------------- | --------- | -------- |
| Fajszal Serrádi | 10 km               | 1:11:07,4 | 110.     |
| Fajszal Serrádi | 15 km üldözőverseny | 2:27:37,8 | 99.      |
| Mohammed Ubáhím | 10 km               | 47:32,6   | 108.     |
| Mohammed Ubáhím | 15 km üldözőverseny | 1:35:32,2 | 98.      |
| Musztafa Turki  | 10 km               | 46:15,1   | 107.     |
| Musztafa Turki  | 15 km üldözőverseny | 1:21:33,1 | 96.      |